# Italiens invasion af Egypten
Italiens invasion af Egypten (Operazione E) var en italiensk offensiv mod britiske, Commonwealth og Frie franske styrker i Ørkenkrigen (1940–1943) under 2. Verdenskrig. Målet med offensiven var at erobre Suez-kanalen. For at opnå dette måtte italienske styrker i Libyen rykke frem over det nordlige Egypten til kanalen. Efter talrige forsinkelser blev målet for offensiven reduceret til en fremrykning ind i Egypten så langt som til Sidi Barrani og angribe alle britiske styrker i området.
10. italienske armé trængte omkring 100 km ind i Egypten, men kom kun i kontakt med en britisk afskærmningsstyrke fra 7. Support Group fra 7. pansrede division, og kom ikke i kamp med hovedstyrken ved Mersa Matruh. Den 16. september 1940 gjorde 10. armé holdt og gik i stilling omkring havnen Sidi Barrani, hvor den ville bygge befæstede lejre mens den ventede på at ingeniørtropper forlængede Via Balbia med Via della Vittoria, for at opsamle forsyninger til en fremrykning til Mersa Matruh, omkring 130 km længere mod øst, hvor resten af den britiske 7. pansrede division og 4. indiske division havde base.

## Baggrund

### Libyen
Cyrenaica (Libyen) havde været en italiensk koloni siden den Italiensk-tyrkiske krig (1911–1912). Med Tunesien, en del af Fransk Nordafrika mod vest og Egypten mod øst, forberedte italienerne sig på at forsvare begge grænser gennem et Nordafrikansk hovedkvarter under ledelse af generalguvernøren i Italiensk Libyen marskal af luftvåbenet Italo Balbo. Det nordafrikanske hovedkvarter havde 5. armé under general Italo Gariboldi i vest og 10. armé under general Mario Berti) i øst. I midten af 1940 havde de 9 divisioner på omkring 13.000 mand hver, foruden tre Milizia Volontaria per la Sicurezza Nazionale (sortskjorte) divisions og to italienske kolonidivisioner 8.000 mand hver. Reservister var blevet indkaldt i 1939, sammen med den sædvanlige indkaldelse af rekrutter.
I 1936 var general Alberto Pariani blevet udpeget til hærens generalstabschef, og han havde indledt en reorganisering af divisionerne, så de kunne udkæmpe 'krige med hurtig afgørelse' i overensstemmelse med tanken om at hurtighed, mobilitet og ny teknologi kunne revolutionere militære operationer. I 1937 var tre-regiments (triangulære) divisioner begyndt at ændre sig til to-regiments (binære divisioner), som led i en ti-års plan om at reorganisere den stående hær til 24 binære, 24 triangulære, 12 bjerg, 3 motoriserede og 3 pansrede divisioner. Effekten af denne ændring var at den forøgede den administrative overbygning over hæren uden nogen tilsvarende forøgelse i dens effektivitet. Det tog lang tid for ny teknologi i form af kampvogne og radioudstyr og det var ringere end det som de potentielle fjender besad. Udvandingen af officersklassen for at finde stabe til ekstra enheder blev forværret af politiseringen af hæren og tilføjelsen af sortskjorte militsen. Reformerne fremhævede også frontalangreb på bekostning af andre teorier, hvilket fjernede fokus fra hurtig mobil krigsførelse understøttet af artilleri.
Moralen blev anset for at være høj, og hæren havde aktuelle erfaringer med militære operationer. Den italienske flåde havde haft gode tider under det fascistiske styre, som havde betalt for hurtige, velbyggede og velbevæbnede skibe og en stor undervandsbådsflåde, men flåden manglede erfaring og træning. Luftvåbenet havde været klar til krig i 1936, men var stagneret og blev ikke af briterne vurderet til at kunne fastholde et stort antal operationer. 5. armé med otte divisioner var placeret i Tripolitania, den vestlige halvdel af Libyen mod Tunesien og 10. armé med seks infanteridivisioner holdt Cyrenaica i øst. Da krigen blev erklæret indsatte 10- armé den 1. libyske Sibelle division ved grænsen fra Giarabub til Sidi Omar og 21. korps fra Sidi Omar til kysten, Bardia og Tobruk. 22. korps rykkede til sydvest for Tobruk, for at fungere som en modangrebsstyrke.
Inden krigen blev erklæret udtrykte Balbo sine betænkeligheder overfor Mussolini:
og forlangte mere udstyr, heriblandt 1.000 lastbiler, 100 vand tankbiler, flere medium kampvogne og panserværnskanoner, som den italienske krigsøkonomi ikke kunne fremstille eller hæren overføre fra andre steder. Marskal Pietro Badoglio, stabschefen i Rom, gav løfter i stedet: "Når De har 70 medium kampvogne vil De have kontrol over situationen", da Balbo forberedte sig på at invadere Egypten den 15. juli. Efter at Balbo var blevet dræbt udskiftede Benito Mussolini ham med marskal Rodolfo Graziani, med ordrer om at angribe Egypten inden 8. august. Graziani svarede, at 1. armé ikke var ordentligt udstyret og at et angreb umuligt kunne lykkes. Mussolini beordrede Graziani til at angribe alligevel.

### Egypten
Briterne havde haft styrker i Egypten siden 1882, men de var blevet kraftigt beskåret efter indgåelsen af den Anglo-egyptiske traktat af 1936. De små britiske og Commonwealth styrker havde garnison ved Suez-kanalen og ruten gennem det Røde Hav. Kanalen havde afgørende betydning for de britiske forbindelser med dets territorier i Indien og Fjernøsten. I midten af 1939 blev general Archibald Wavell udpeget til øverstkommanderende for den nye Middle East Command, som omfattede de kommende kampområder i Middelhavet, Mellemøsten og Afrika. Indtil Frankrigs våbenhvile med Aksemagterne stod de franske divisioner i Tunesien overfor den italienske 5, armé ved Libyens vestgrænse.
I Libyen havde den italienske hær omkring 215.000 tropper og i Egypten havde briterne omkring 36.000 tropper med yderligere 27.500 under optræning i Palæstina. De britiske styrker omfattede den mobile division (Egypten) (generalmajor Percy Hobart), en af to pansrede britiske træningsenheder, som i midten af 1939 blev omdøbt til Armoured Division (Egypt) - den 16. februar 1940 blev den omdøbt til 7. pansrede division. Den egyptisk-libyske grænse blev forsvaret af den egyptiske grænsestyrke og i juni 1940 overtog hovedkvarteret for 6. britiske infanteridivision (under generalmajor Richard O'Connor) kommandoen over den vestlige ørken, med instrukser om at drive italienerne bort fra deres grænseposter og dominere baglandet hvis krigen brød ud. 7. pansrede division, undtagen 7. pansrede brigade, samledes ved Mersa Matruh og sendte 7. støttegruppe frem til grænsen som en dækningsstyrke.
RAF flyttede også de fleste af dets bombefly tættere på grænsen og Malta blev forstærket for at true den italienske forsyningsrute til Libyen. Hovedkvarteret for 6. division, som ikke havde fuldtallige og fuldt uddannede enheder, blev omdøbt til Western Desert Force den 17. juni. I Tunesien havde franskmændene otte divisioner, som kun var i stand til begrænsede operationer og i Syrien var der tre dårligt udrustede og trænede divisioner med omkring 40.000 tropper og grænsevagter, som udførte besættelsesopgaver mod den civile befolkning. Italienske land og luftstyrker i Libyen var de britiske i Egypten langt overlegne i antal, men led under dårlig moral og dårligt udstyr. I Italiensk Østafrika var der yderligere 130.000 italienske og afrikanske tropper med 400 kanoner, 200 lette kampvogne og 20.000 lastbiler. Italien erklærede krig fra den 11. juni 1940.

### Terræn
Krigen blev primært udkæmpet i den vestlige ørken, som var omkring 390 km bred fra Mersa Matruh i Egypten til Gazala på den libyske kyst langs Via Balbia, den eneste asfalterede vej. Sandhavet 240 km inde i landet markerede den sydlige grænse af ørkenen på dens bredeste sted ved Giarabub og Siwa. I britisk sprogbrug kom den libyske ørken til at omfatte det østlige Cyrenaica i Libyen. Fra kysten ind i landet ligger en hævet flad slette af stenet ørken omkring 150 m.o.h., som forløber 200–300 km ned til Store sandhav. Skorpioner, hugorme og fluer befolker regionen, som også bebos af et mindre antal nomadiske beduiner.
Beduinstier forbandt brønde og de lettere at befærde områder. Navigationen foregik ved hjælp af sol, stjerner, kompas og "ørkenfornemmelse" en god fornemmelse for området opnået ved erfaring. Mens italienske tropper trængte ind i Egypten i september 1940, for Maletti Gruppen vil efter at de havde forladt Sidi Omar, og måtte findes ved hjælp af fly. Om foråret og om sommeren er dagene forfærdeligt varme og nætterne meget kolde. Siroccoen (Gibleh eller Ghibli), en hed ørkenvind, blæser skyer af fint sand, som mindsker sigtbarheden til nogle få meter og fylder øjne, lunger, maskineri, mad og udstyr. Køretøjer og fly har brug for særlig olie og luftfiltre og den nøgne jord betød at vand og mad foruden militære forsyninger måtte transporteret ind udefra.

## Optakt

### 10. armé
De ti divisioner i 10. armé under Berti var i 20., 21., 22. og 34. korps og det nye Gruppo Divisioni Libiche (Libyske korps). Divisionerne i 10. armé var enten standard italienske binære infanteridivisioner, sortskjorte (Camicie Nere eller CCNN) infanteridivisioner eller italienske kolonidivisioner. Det libyske korps, 23. korps og 21. korps blev brugt under invasionen. Det libyske korps bestod af to infanteridivisioner og Maletti Gruppen (Raggruppamento Maletti), en ad hoc enhed, som bestod af seks libyske motoriserede bataljoner under general Pietro Maletti. Maletti-gruppen rummede de fleste af de kampvogne italienerne havde til rådighed og næsten alle Fiat M11/39 kampvognene. Maletti rykkede frem med hæren og Graziani blev på sit hovedkvarter i Tobruk.
Berti foretrak en fremrykning langs kystvejen med infanteriet i 21. korps fordi infanteridivisionerne fra den italiensk halvø ikke havde megen erfaring med ørkenen. Syd for dem kom de langt mere erfarne libyske divisioner og den motoriserede Maletti-gruppe. Landstyrkerne blev støttet af den 5. lufteskadre (5° Squadra) i Regia Aeronautica, med 300 fly af forskellige typer. Eskadren havde fire bombeeskadriller, en jagereskadrille, tre jagergrupper, to rekognosceringsgrupper og to eskadriller koloni rekognosceringsfly med Savoia-Marchetti SM.79 bombere, Breda Ba.65 angrebsfly, Fiat CR.42 jagere og IMAM Ro.37, Caproni Ca.309 og Caproni Ca.310 rekognosceringsfly. Den 5. lufteskadre var organiseret til at følge og støtte hæren i felten som en selvforsynende enhed. Berti kunne ikke regne med megen støtte fra den italienske Regia Marina, da ti undervandsbåde var gået tabt siden Italien erklærede krig, flåden var for vigtig til at udsætte for risiko, og manglede brændstof.

### Italienske planer
Tre datoer blev fastsat for en italiensk invasion og senere opgivet. Den første plan var at lade den falde sammen med en tysk invasion af England, som skulle foregå den 15. juli 1940. I denne plan havde Balbo brug for alle lastbiler fra 5. armé og de Fiat M11/39 medium kampvogne, som netop ankom, for at forstærke 10. armé til en overskridelse af grænsetråden og besætte Sollum straks efter krigserklæringen. Når briterne slog tilbage og de italienske arméer havde fået nye forsyninger skulle fremrykningen fortsætte, men planen slog fejl da invasionen af England blev opgivet, selv om den var realistisk under betingelserne i juli 1940. Den anden plan, til den 22. august, var om en begrænset fremrykning til Sollum og Shawni el Aujerin mod øst med tre kolonner, som rykkede frem ad tre ruter. Når først Sollum var sikret, skulle en fremrykning til Sidi Barrani overvejes, et eksempel på den fremrykning-i-masse, som blev brugt på den nordlige front i krigen mod Etiopien. De ikke-motoriserede italienske divisioner skulle bruge det eneste vejsystem, men sommerheden i august, som ville have påvirket dem mest, førte til en yderligere udsættelse.
Den tredje plan gik ud på en invasion den 9. september med Sidi Barrani som målet, hvilket Graziani afslørede seks dage inden den dag Mussolini havde fastsat for invasionen. De ikke-motoriserede divisioner fra den italienske halvø skulle rykke frem langs kysten og angribe gennem Halfaya Passet for at besætte Sollum og fortsætte til Sidi Barrani. En sydlig kolonne af libyske divisioner og Malettigruppen skulle rykke frem langs Dayr al Hamra, til Bir ar Rabiyah og Bir Enba sporet for at omgå briterne på skråningen. Malettigruppen skulle køre syd og østpå gennem ørkenen; men den italienske stab undlod at fremskaffe ordentlige kort og navigationsudstyr da den rykkede til samlings- og afgangspunkterne. Gruppen for vild og 23. korps' hovedkvarter måtte sende fly ud for at hjælpe med at lede gruppen på plads, de libyske divisioner ankom for sent ved mødestedet nær Fort Capuzzo.
Fiaskoen under opmarchen føjedes til betænkeligheder om manglen på lastbiler og transportfly og britisk dominans af terrænet, som førte til en ny ændring af planen. Den 4. plan var om den 13. september, med Sidi Barrani og området mod syd som målet. 10. armé, med fem divisioner og kampvognene skulle alle rykke frem ad kystvejen, besætte Sollum og rykke frem til Sidi Barrani gennem Buq Buq. Efter at være nået til Sidi Barrani skulle hæren konsolidere sig og bringe forsyninger frem, ødelægge et britisk modangreb og genoptage fremrykningen mod Matruh. De italienske ikke-motoriserede infanteridivisioner skulle bruge kystvejen, fordi disse divisioner ville være ubrugelige alle andre steder. En lignende operationer var blevet gennemført på nordfronten i Etiopien; men var imod teorien, som der var rigelige styrker til at gennemføre. Graziani mente, at den eneste vej til at besejre briterne var ved masseangreb, hvis styrke han havde overvurderet.

### Western Desert Force
Wavell havde omkring 36.000 tropper i Egypten, inklusiv støtte- og administrative enheder. Alle enheder var underbemandede og manglede udstyr og artilleri. Den 2. newzealandske division under generalmajor Bernard Freyberg) havde en infanteribrigade, et undertalligt kavaleriregiment, en maskingeværbataljon og et feltartilleriregiment, 4. indiske division under generalmajor Noel Beresford-Peirse) havde to infanteribrigader og en del af sit artilleri, 7. pansrede division under generalmajor Sir Michael O'Moore Creagh) havde to pansrede brigader, som bestod af to regimenter i stedet for normalt tre og fjorden bataljoner britisk infanteri, som ikke var formeret i brigader. Wavell skulle forsvare Egypten og Suezkanalen mod omkring 250.000 italienske tropper i Libyen og omkring 250.000 mere i Italiensk Østafrika.
Støttegruppen med tre motoriserede infanteribataljoner, artilleri, ingeniørtropper og maskingeværskytter skulle genere italienerne og udkæmpe henholdende slag mellem grænsen og Matruh hvis den blev angrebet, men fastholde evnen til at kæmpe mod den italienske hovedstyrke. Ved Matruh skulle en infanteristyrke afvente det italienske angreb, mens hovedparten af 7. pansrede division skulle vente på et højdedrag i flanken mod ørkenen og være klar til et modangreb. Dækningsstyrken skulle overdrive sin størrelse og støttegruppen skulle bruge sin mobilitet til at dække ørkenflanken, mens det langs med kystvejen var op til 3. Coldstream Guards, et kompagni af 1. bataljon af King's Royal Rifle Corps (KRRC) og et kompagni frie franske motoriserede marinesoldater med støtteartilleri og maskingeværskytter trinvis at falde tilbage og ødelægge vejen når de trak sig tilbage. I slutningen af maj 1940 havde Royal Air Force 205 fly i Mellemøsten inklusiv 96 forældede Bristol Bombay og Bristol Blenheim middelsvære bombefly og 75 forældede Gloster Gladiator jagere og 34 af andre typer. I juli ankom fire Hawker Hurricane jagere, men kun en var til overs til Western Desert Force. I slutningen af juli havde Middelhavsflåden fået kontrol over det østlige Middelhav, og kunne bombardere italienske stillinger ved kysten og transportere forsyninger langs kysten til Matruh og videre.

### Grænseepisoder
Den 17. juni 1940 blev hovedkvarteret for Western Desert Force etableret ud fra hovedkvarteret for 6. infanteridivision med generalløjtnant O'Connor som chef. Hovedkvarteret skulle styre alle tropper, som stod overfor italienerne i Cyrenaica, hvilket udgjorde omkring 10.000 mand med fly, kampvogne og kanoner. O'Connor skulle sørge for aggressiv patruljering langs grænsen og satte sig for at dominere ingenmandsland ved at etablere mobile enheder baseret på enheder fra 7. pansrede division, som kombinerede kampvogne, infanteri og artilleri. Disse små veltrænede enheder fra den stående hær foretog de første angreb på italienske konvojer og befæstede stillinger ind over grænsen.
Britiske patruljer trængte frem til grænsetråden den 11. juni for at dominere området, genere garnisonerne i grænseforterne og opstille baghold langs Via Balbia og stier inde i landet. Nogle italienske tropper var ikke klar over at krigen var blevet erklæret og 70 af dem blev taget til fange på stien til Sidi Omar. Britiske patruljer nåede nordpå til kystvejen mellem Bardia og Tobruk, vestpå til Bir el Gubi og syd på til Giarabub. I løbet af en uge havde de britiske 11. husarer taget Fort Capuzzo og i et baghold øst for Bardia, tilfangetog de 10. armés chefingeniør General Lastucci. Italienske forstærkninger ankom til fronten, begyndte at gennemføre rekognosceringspatruljer, forbedrede grænseforsvaret og generobrede Fort Capuzzo. Den 13. august blev de britiske angreb stoppet for at sikre, at køretøjerne forblev i køredygtig stand og støttegruppen for 7. pansrede division overtog overvågningen af grænsetråden de 100 km mellem Sollum og Fort Maddalena, klar til at gennemføre planen om at udkæmpe et henholdende slag, hvis italienerne invaderede Egypten 

## Operazione E

### 9. – 10. september
23. korps under general Annibale Bergonzoli skulle føre an i 10. armés angreb ind i Egypten til Sidi Barrani langs kysten med ikke-motoriserede og motoriserede enheder. Korpset havde fået tilstrækkelig mange lastbiler til delvis at motorisere tre infanteridivisioner, men kunne kun fuldt motorisere en division. Bergonzoli ville have 1. Raggruppamento Carri som fortrop, to motoriserede infanteridivisioner på linje og en motoriseret division i reserve. De to ikke-motoriserede libyske skulle rykke frem til fods og Maletti gruppen udgjorde bagtroppen. 1st Raggruppamento Carri blev holdt tilbage i reserve, bortset fra 62. lette kampvognsbataljon, som blev tilknyttet 63. division og 63. lette kampvognsbataljon, som blev tilknyttet 62. division. 2nd Raggruppamento Carri blev i Bardia bortset fra 9. lette kampvognsbataljon, som fulgtes med 2. libyske division Pescatori. Den 2. medium kampvognsbataljon var sammen med Maletti gruppen, som havde tre fuldt motoriserede libyske infanteribataljoner.
Den 9. september voksede aktiviteten fra Regia Aeronautica og bombefly 55., 113. og 211. eskadrille i RAF svarede igen med angreb på flyvepladser, forsyningslagre og et angreb på Tobruk med 21 fly. Senere på dagen fløj 27 italienske jagere over Buq Buq og RAF fløje flere missioner mod italienske flyvepladser. Britisk luftrekognoscering viste megen aktivitet på jorden ved Bardia, Sidi Azeiz, Gabr Saleh og mod Sidi Omar vestfra, hvilket blev fortolket som begyndelsen på den italienske invasion. Fremrykningen af 10. armé viste begrænsningerne i italiensk mobilitet og navigation, da Maletti gruppen for vild på vej til Sidi Omar ved grænsetråden. Den 10. september opdagede panservognene fra 11. husarer Maletti gruppen og tæt dis beskyttede briterne da de skyggede den italienske opmarch. Da disen lettede blev husarerne angreb af italienske fly, kampvogne og artilleri.

### 13. – 14. september
Den 13. september generobrede den 1. sortskjortedivision 23 Marzo Fort Capuzzo og Musaid, lige på den egyptiske side af grænsen, blev bombarderet og derpå besat, Artillerigranater og bomber begyndte at falde på Sollum flyveplads og kaserne (som var tom) og fik en støvsky til at rejse sig. Da støvet forsvandt kunne man se den italienske hær opmarcheret, klar til at rykke frem mod den britiske dækningsstyrke, som bestod af 3. Coldstream Guards, noget feltartilleri, en ekstra infanteribataljon og et maskingeværkompagni. Italienerne rykkede frem langs kysten med to divisioner i front bag en skærm af motorcykler, kampvogne, motoriseret infanteri og artilleri. Den italienske formation var et let mål for artilleri og fly, men den første libyske division Sibelle besatte hurtigt kasernen i Sollum og begyndte at rykke ned ad bakken mod havnen. På plateauet inde i land blev den italienske fremrykning mod Halfayapasset imødegået af et kompagni fra 3. Coldstream, en deling fra Northumberland Fusilier og noget artilleri, som begyndte at trække sig tilbage i løbet af eftermiddagen, da mere italiensk infanteri og kampvogne ankom.
I løbet af aftenen konvergerede to kolonner fra 2. libyske division, 63. infanteridivision og Maletti gruppen fra Musaid og 62. division fra Sidi Omar mod passet. Den næste dag begyndte italienske enheder på skråningen af strømme ned gennem passet mod den italienske styrke, som rykkede langs vejen fra Sollum. En eskadron fra 11. husarer, 2. riffelbrigade og cruiser kampvogne fra 1. Royal Tank Regiment generede den italienske styrke på skråningen. Lige efter middag trak de britiske tropper ved kysten sig tilbage til Buq Buq og mødte forstærkninger fra 11. husarer og et kompagni motoriserede frie franske marinesoldater, som var tilstrækkeligt til at holde kontakt med italienerne. Briterne trak sig tilbage til Alam Hamid den 15. september og til Alam el Dab den 16. september, mens de forsøgte at påføre størst mulige tab uden at blive fastholdt, og ødelagde kystvejen mens de trak sig tilbage, tab som blev forøget af mængden af trafik.

### 16. september
Den ikke indsatte del af 1st Raggruppamento Carri fulgte efter 1. og 2. libyske division i retning af Bir Thidan el Khadim. Ved Alam el Dab nær Sidi Barrani forsøgte omkring 50 italienske kampvogne, motoriseret infanteri og artilleri en omgående bevægelse, hvilket tvang tropperne fra Coldstream Guard til at trække sig tilbage. Den pansrede styrke blev angrebet af britisk feltartilleri, og kom ikke længere, men ved mørkets frembrud havde 1. sortskjortedivision 23 Marzo besat Sidi Barrani. Oven over skråningen faldt den britiske dækningsstyrke tilbage på linje med dem på kystvejen og truslen fra ørkenen blev ikke til noget. Britiske fly fløj mange rekognoscerings og bombemissioner og den italienske 5° Squadra foretog overflyvninger med op imod 100 jager og bombefly mod fremskudte britiske flyvepladser og forsvarsstillinger. Briterne forventede at den italienske fremrykning ville stoppe ved Sidi Barrani og Sofafi og begyndte at observere stillingerne med 11. husarer og Støttegruppen trak sig tilbage for at hvile og resten af 7. pansrede division forberedte sig på at imødegå en fremrykning mod Matruh. Italienske radioprogrammer om invasionen gav udtryk for at fremrykningen ville fortsætte fra Sidi Barrani; men det viste sig snart, at italienerne gravede sig ned i en bue mod syd og vest ved Maktila, Tummar (øst), Tummar (vest), Nibeiwa og på toppen af skråningen ved Sofafi mens divisioner længere tilbage besatte Buq Buq, Sidi Omar og Halfayapasset.

## Efterspil

### Analyse
Den 10. arme havde rykket omkring 20 km om dagen for at give de ikke-motoriserede enheder mulighed for at nå med, og da de først nåede Sidi Barrani begyndte 10. arme at bygge en kæde af befæstede lejre. Ingen modige mekaniserede fremstød eller omgående bevægelser var blevet udført af de pansrede enheder, som var de bedste i hæren og 23. korps, som i stedet havde beskyttet en infanteristyrke, som rykke op ad kystvejen i marchtempo. Under fremrykningen havde 10. armé færre end 550 tab. De tre mobile enheder i 10. armé Raggruppamento Maletti, 1. Raggruppamento Carri og 1. sortskjortedivision 23rd Marzo havde undladt at operere i overensstemmelse med den italienske teori om pansret krigsførelse. Dette skyldtes mangel på forberedelse, træning og organisation i den italienske hær, som førte til de fejltagelser ved samling og ledelse af Raggruppamento Maletti og overforsigtighed med de andre kampvognsbataljoner i 1. Raggruppamento Carri.
Den hastige motorisering af 1. sortskjorte division 23rd Marzo bragte knas i forholdet mellem chauffører og infanteri, da divisionen ikke var blevet trænet som en motoriseret division. Fremrykningen nåede Sidi Barrani med beskedne tab, men havde ikke tilføjet briterne ret mange skader. Den 21. september var der 68 Fiat M11/39 kampvogne tilbage af de 72, som blev sendt til Libyen. 1. medium kampvognsbataljon havde 9 funktionsdygtige og 23 ikke-fungerende kampvogne og 2. medium kampvognsbataljon havde 28 funktionsdygtige og 8 ikke-fungerende kampvogne. Den italienske styrke af medium kampvogne var forvente at stige når leveringen af de nye Fiat M13/40 begyndt. M13/40 kampvognen havde en kraftig Cannone da 47/32 M35 47 mm kanon. Den 2. kampvognsbataljon med 37 × M13/40 kampvogne ankom til Libyen i begyndelsen af oktober fulgt af 5. medium kampvognsbataljon med 46 M13/40 kampvogne den 12. december. I midten af november havde italienerne 417 medium og lette kampvogne i Libyen og Egypten.
Wavell skrev:
Reparationsarbejder begyndte på kystvejen, som blev omdøbt til Via della Vittoria fra Bardia og en vandledning, som ikke forventedes at være klar før i midten af december, hvorefter en genoptaget fremrykning ikke ville fortsætte længere end til Matruh.
Mussolini skrev den 26. oktober:
og to dage senere, den 28. oktober invaderede italienerne Grækenland og indledte den græsk-italienske krig. Graziani fik lov til at fortsætte planlægningen i et mageligt tempo, og en italiensk fremrykning til Matruh var planlagt til midten af december.

### Tab
Fra 9.-16. september havde 10. armé haft tab på 120 mand dræbt og 410 sårede. Adskillige kampvogne og lastbiler brød sammen og seks fly gik tabt, to som følge af ulykker.

### Efterfølgende operationer
Den 17. september begyndte den britiske middelhavsflåde at genere de italienske kommunikationslinjer. Havnen i Benghazi blev mineret og en destroyer og to handelsskibe blev sænket af torpedoer, og en destroyer ramte en mine ved Benghazi og sank. RAF Blenheim bombefly ødelagde tre fly på jorden ved Benina. Vejen på skråningen blev bombarderet nær Sollum af en kanonbåd fra flåden og mål nær Sidi Barrani af to destroyere, hvorfra der blev iagttaget brande og eksplosioner. Fangne italienerne tale om skader, tab og tab af moral. Et forsøg på at bombardere Bardia med en krydser og destroyere blev forpurret ved at angreb fra italienske torpedobombefly, som ramte agterstavnen af krydseren og satte den ud af spillet. bombardementet fortsatte under pausen i kampene, hvilket førte til at lejre og depoter blev flyttet ind i landet og på land. Små britiske kolonner blev etableret, som skulle arbejde med panservogns patruljer, som rykkede tæt på de italienske lejre, indsamlede information og dominerede omegnen.

### Operation Compass
Den 8. december indledte briterne Operation Compass, et fem dages angreb på de befæstede italienske lejre, som var etableret i en defensiv linje udenfor Sidi Barrani. General Berti var på sygeorlov og Gariboldi havde midlertidigt overtaget hans plads. Angrebet lykkedes og de få enheder fra 10. armé i Egypten, som ikke blev ødelagt, var tvunget til at trække sig tilbage. Den 11. december begyndte briterne en modoffensiv. Resten af 10. armé blev hurtigt besejret og briterne forlængede operationen for at forfølge resterne af 10. arme til Sollum, Bardia, Tobruk, Derna, Mechili, Beda Fomm og El Agheila ved Syrte-bugten. Briterne mistede 1.900 mand døde og sårede, omkring 10% af deres infanteri og tog 133.298 italienske og libyske fanger, 420 kampvogne og over 845 kanoner og fly. Briterne kunne ikke fortsætte videre end til El Agheila, fordi køretøjerne var slidt eller brudt sammen og fordi de bedst udrustede tropper blev overført til felttoget i Grækenland.

## Fodnoter
1. ↑  Italienerne overvejede at dannet en mekaniseret styrke, der skulle invadere Egypten, efterfulgt af garnisonstropper, der skulle vedligeholde forbindelseslinjen. To divisioner og en brigade med libyske tropper skulle være fuldt motoriserede og knyttes til kampvognene og det motoriserede artilleri, og ville have skabt en kombineret styrke, men Graziani afviste forslaget, fordi det ville betyde at resten af hæren mistede sine forsyningskøretøjer. Comando carri della Libia, tre eller fire artilleriregimenter, en motoriseret infanteridivision kunne have været etableret i overensstemmelse med den nye teori om mekaniseret krigsførsel, men Graziani favoriserede tanken om styrke i antal.[17]
2. ↑  62. division Cirene og 63. division Marmarica var delvis motoriseret, 1. sortskjortedivision 23 Marzo var motoriseret, og det samme var Malettigruppen og 1. Raggruppamento Carri. De delvist motoriserede infanteridivisioner skulle rykke frem ved at blive fragtet i etaper og det ikke-motoriserede infanteri måtte marchere de 100 km til Sidi Barrani.[29]
3. ↑  Detaljer taget fra Christie (1999) hvis ikke angivet.[40]
4. ↑  Western Desert Force bestod af omkring 31.000 tropper, 120 kanoner, 275 kampvogne og 60 panservogne. Den 10. italienske armé i Egypten bestod af 80.000 tropper, 250 kanoner og 125 kampvogne. 4. indiske division blev afløst af 6. australske division under forfølgelsen efter den første del af Operation Compass.[42]

## Yderligere læsning
- Bauer, E. (2000) [1979].  Young, Peter (red.). The History of World War II (Orbis: London, rev. udgave). New York: Galahad Books. ISBN 1-85605-552-3.
- Black, Jeremy (2003). World War Two: A Military History. Warfare and History. Routledge. ISBN 0-415-30535-7.
- Churchill, Winston (1986) [1949]. Their Finest Hour. The Second World War. Vol. II. Boston: Houghton Mifflin. ISBN 0-395-41056-8.
- Dando, N. (2014). "The Impact of Terrain on British Operations and Doctrine in North Africa 1940–1943" (PhD). Plymouth University. OCLC 885436735. Arkiveret fra originalen 4. oktober 2015. Hentet 25. marts 2015.
- Jowett, Philip (2001) [2000]. The Italian Army 1940–45: Africa 1940–43. Men-at-Arms. Osprey. ISBN 1-85532-865-8.
- Titterton, Commander G. A.; Essenhigh, First Sea Lord Admiral Sir Nigel; Brown, David (2002) [1952]. The Royal Navy and the Mediterranean: September 1939 – October 1940. Naval Staff Histories. Vol. I. Frank Cass. ISBN 0-7146-5179-6.
- Walker, Ian W. (2003). Iron Hulls, Iron Hearts: Mussolini's Elite Armoured Divisions in North Africa. Marlborough: Crowood. ISBN 1-86126-646-4.

## Eksterne kilder
- Wikimedia Commons har flere filer relateret til Italian invasion of Egypt
- "Archibald Wavell's Despatch on Operations in the Middle East From August, 1939 to November, 1940" (PDF). Supplement to the London Gazette, Number 37609. 13. juni 1946. Hentet 2009-10-31.{{cite web}}:  CS1-vedligeholdelse: url-status (link)
- The Italian Army in Egypt during World War II
- "Bush Battles". Time Magazine. 12. august 1940. Arkiveret fra originalen 21. juli 2013. Hentet 2009-07-15.